# Spoorlijn Duisburg-Ruhrort - Essen
De spoorlijn Duisburg-Ruhrort - Essen is een Duitse spoorlijn en is als spoorlijn 2300 onder beheer van DB Netze.

## Geschiedenis
Het traject werd door de Bergisch-Märkische Eisenbahn-Gesellschaft (BME) in fases geopend.
- Ruhrort - Meiderich Süd: 2 november 1867
- Meiderich Süd - Styrum: 8 januari 1867
- Styrum - Essen: 1 maart 1862

Sinds 1995 is er geen verkeer meer tussen Meiderich Süd en Styrum.

## Treindiensten
De Deutsche Bahn verzorgt het personenvervoer op dit traject met ICE, IC en RE treinen.
| Serie         | Treinsoort                          | Route | Bijzonderheden |
| ------------- | ----------------------------------- | --- | --- |
| ICE 10        | InterCityExpress (DB Fernverkehr)   | Berlin Gesundbrunnen – Berlin Hbf – Berlin Spandau – Wolfsburg Hbf – Hannover Hbf – [ Bremen Hbf – Oldenburg (Oldb) Hbf ] / [ Bielefeld Hbf – Hamm (Westf) – [ Hagen Hbf – Wuppertal Hbf – Köln Hbf – Bonn Hbf – Koblenz Hbf ] / [ Dortmund Hbf – Bochum Hbf – Essen Hbf – Mülheim (Ruhr) Hbf – Duisburg Hbf – Düsseldorf Flughafen – Düsseldorf Hbf – Köln Messe/Deutz – Köln Hbf ] | Vanaf Hamm één treindeel naar Keulen en één naar Düsseldorf. Één trein per dag tussen Berlijn en Oldenburg. |
| ICE 41        | InterCityExpress (DB Fernverkehr)   | [ Dortmund Hbf – Bochum Hbf – Essen Hbf – Duisburg Hbf – Düsseldorf Hbf – Köln Messe/Deutz – Siegburg/Bonn – Montabaur – Limburg Süd – Frankfurt (Main) Flughafen Fernbahnhof – Frankfurt (Main) Hbf – Aschaffenburg Hbf ] / [ Darmstadt Hbf – Frankfurt (Main) Hbf – Frankfurt (Main) Flughafen Fernbahnhof – Limburg Süd – Montabaur – Siegburg/Bonn – Köln Messe/Deutz – Düsseldorf Hbf – Duisburg Hbf – Essen Hbf – Bochum Hbf – Dortmund Hbf – Hamm (Westf) – Soest – Lippstadt – Paderborn Hbf – Altenbeken – Warburg (Westf) – Kassel-Wilhelmshöhe – Fulda ] – Würzburg Hbf – Nürnberg Hbf – München Hbf – Tutzing – Murnau – Oberau – Garmisch-Partenkirchen | Elk uur tussen Dortmund en München. Éénmaal per dag vanaf Darmstadt via Dortmund en Kassel naar München. Één trein op zaterdag door tot Garmisch-Partenkirchen.                                                                            |
| ICE 42        | InterCityExpress (DB Fernverkehr)   | Münster (Westf) Hbf – Dortmund Hbf – Bochum Hbf – Essen Hbf – Duisburg Hbf – Düsseldorf Hbf – Köln Hbf – Siegburg/Bonn – Montabaur – Limburg Süd – Frankfurt (Main) Flughafen Fernbahnhof – Mannheim Hbf – Stuttgart Hbf – Ulm Hbf – Augsburg Hbf – München-Pasing – München Hbf | Eenmaal per twee uur tussen Dortmund en München. |
| ICE 47        | Intercity-Express (DB Fernverkehr)  | Dortmund Hbf – Bochum Hbf – Essen Hbf – Duisburg Hbf – Düsseldorf Hbf – Köln Messe/Deutz – Köln/Bonn Flughafen – Frankfurt (Main) Flughafen Fernbahnhof – Mannheim Hbf – Stuttgart Hbf – Ulm Hbf – Augsburg Hbf – München-Pasing – München Hbf | |
| ICE 91        | InterCityExpress (DB Fernverkehr)   | [ Hamburg-Altona – Hamburg Dammtor – Hamburg Hbf – Hamburg-Harburg – Hannover Hbf – Kassel-Wilhelmshöhe – Fulda ] / [ [ Hamburg Hbf – Hamburg-Harburg – Bremen Hbf – Osnabrück Hbf – Münster (Westf) Hbf – Dortmund Hbf – Hagen Hbf – Wuppertal Hbf – Solingen Hbf ] / [ Dortmund Hbf – Bochum Hbf – Essen Hbf – Duisburg Hbf – Düsseldorf Hbf ] – Köln Hbf – Bonn Hbf – Koblenz Hbf – Mainz Hbf – Frankfurt (Main) Flughafen Fernbahnhof – Frankfurt (Main) Hbf – Hanau Hbf ] – Würzburg Hbf – Nürnberg Hbf – Regensburg Hbf – Plattling – Passau Hbf – Wels Hbf – Linz Hbf – St. Pölten Hbf – Wien Meidling – Wien Hbf – Flughafen Wien-Schwechat | Rijdt elke twee uur tussen Frankfurt en Wenen. Enkele treinen vanaf Hamburg via Dortmund. Één trein vanaf Hamburg via Hannover. |
| Eurostar 9400 | Eurostar (Eurostar)                 | Paris Nord – Brussel-Zuid – Luik-Guillemins – Aachen Hbf – Köln Hbf – Düsseldorf Hbf – Duisburg Hbf – Essen Hbf – Bochum Hbf – Dortmund Hbf | Vijf treinen per dag. Enkele treinen verder naar Dortmund. |
| IC/EC 30      | Intercity (DB Fernverkehr)          | [ [ Westerland (Sylt) – Husum ] / [ Hamburg-Altona ] – Hamburg Dammtor ] / [ Ostseebad Binz – Stralsund Hbf – Rostock Hbf – Bützow – Bad Kleinen – Schwerin Hbf ] – Hamburg Hbf – Hamburg-Harburg – Bremen Hbf – Osnabrück Hbf – Münster Hbf – Dortmund Hbf – Bochum Hbf – Essen Hbf – Duisburg Hbf – Düsseldorf Hbf – Köln Hbf – Bonn Hbf – Remagen – Andernach – Koblenz Hbf – Mainz Hbf – Mannheim Hbf – [ Heidelberg Hbf – Vaihingen (Enz) – Stuttgart Hbf ] / [ Karlsruhe Hbf – Baden-Baden – Freiburg (Breisgau) Hbf – Basel Bad Bf – Basel SBB – Zürich Hbf – Sargans – Landquart – Chur ] | Enkele treinen vanaf Binz en Westerland tot Stuttgart. |
| IC/EC 32      | Intercity (DB Fernverkehr)          | [ [ Ostseebad Binz – Stralsund Hbf – Greifswald ] / [ Seebad Heringsdorf – Zinnowitz ] – Züssow – Pasewalk – Angermünde – Berlin Gesundbrunnen ] / [ Dresden Hbf – Berlin Südkreuz – Berlin Hbf ] – Berlin-Spandau – Stendal Hbf – Wolfsburg Hbf – Hannover Hbf – [ Herford – Bielefeld Hbf – Gütersloh Hbf – Hamm (Westf) – Dortmund Hbf – Bochum Hbf – Essen Hbf – Mülheim (Ruhr) Hbf ] / [ Osnabrück Hbf – Münster Hbf – Recklinghausen Hbf – Wanne-Eickel Hbf – Gelsenkirchen Hbf – [ Essen Hbf – Mülheim (Ruhr) Hbf ] / [ Oberhausen Hbf ] ] – Duisburg Hbf – [ [ Krefeld Hbf ] / [ Düsseldorf Flughafen – Düsseldorf Hbf – Neuss Hbf ] – Mönchengladbach Hbf – Aachen Hbf ] / [ Düsseldorf Flughafen – Düsseldorf Hbf – Köln Hbf – Bonn Hbf – Remagen – Andernach – Koblenz Hbf – Bingen (Rhein) Hbf – Mainz Hbf – Worms Hbf – Mannheim Hbf – Heidelberg Hbf – Vaihingen (Enz) – Stuttgart Hbf – [ Reutlingen – Tübingen ] / [Plochingen – Göppingen – Ulm Hbf – [ Biberach (Riß) – Ravensburg – Friedrichshafen Stadt – Lindau Hbf – Bregenz – Dornbirn – Feldkirch – Bludenz – Landeck-Zams – Imst-Pitztal – Telfs-Pfaffenhofen – Innsbruck Hbf ] / [ Günzburg – Augsburg Hbf – München-Pasing – München Hbf – Rosenheim – Bad Endorf – Prien a Chiemsee – Traunstein – Freilassing – Salzburg Hbf – Golling-Abtenau – Bischofshofen – St. Johann im Pongau – Schwarzbach-St. Veit – Dorfgastein – Bad Hofgastein – Bad Gastein – Mallnitz-Obervellach – Spittal-Milstättersee – Villach Hbf – Velden am Wörthersee – Pörtschach am Wörthersee – Krumpendorf am Wörthersee – Klagenfurt Hbf ] ] | 's Zomers één trein per richting per week tussen Keulen en Binz/Heringsdorf. Enkele treinen tussen Hannover en Essen via Münster. Één trein per dag vanaf Ulm naar Innsbruck. Doordeweeks één trein per dag vanaf Stuttgart naar Tübingen. |
| IC 50         | Intercity (DB Fernverkehr)          | [ Ostseebad Binz – Stralsund Hbf – Greifswald – Züssow – Pasewalk – Angermünde – Berlin Gesundbrunnen – Berlin Hbf – Berlin Südkreuz – Lutherstadt Wittenberg – Halle (Saale) Hbf – ] / [ Leipzig Hbf ] – Erfurt Hbf – Eisenach – [ Bebra – Kassel-Wilhelmshöhe – Warburg (Westf) – Altenbeken – Paderborn Hbf – Lippstadt – Soest – Hamm (Westf) – Dortmund Hbf – Bochum Hbf – Essen Hbf – Duisburg Hbf – Düsseldorf Flughafen – Düsseldorf Hbf ] / [ Fulda – Frankfurt (Main) Hbf – [ Darmstadt Hbf – Mannheim Hbf – Ludwigshafen (Rhein) Hbf – Neustadt (Weinstr) Hbf – Kaiserslautern Hbf – Homburg (Saar) Hbf – Saarbrücken Hbf ] / [ Frankfurt (Main) Flughafen Fernbahnhof – Mainz Hbf – Wiesbaden Hbf ] | Tweemaal per dag tussen Frankfurt en Saarbrücken. Eenmaal per dag van Stralsund naar Frankfurt. |
| FLX 20        | FLX (Flixtrain)                     | Köln Hbf – Düsseldorf Hbf – Duisburg Hbf – Essen Hbf – Gelsenkirchen Hbf – Münster Hbf – Osnabrück Hbf – Hamburg-Harburg – Hamburg Hbf | [ 1 ] |
| FLX 30        | FLX (FlixTrain)                     | Aachen Hbf – Köln Hbf – Düsseldorf Hbf – Duisburg Hbf – Essen Hbf – Bochum Hbf – Dortmund Hbf – Hamm (Westfalen) – Gütersloh Hbf – Bielefeld Hbf – Herford – Hannover Hbf – Stendal – Berlin-Spandau – Berlin Hbf – Berlin Südkreuz – Elsterwerda – Dresden-Neustadt – Dresden Hbf | Dienstregeling Flixtrain FLX30. Flixtrain (8 april 2024). Geraadpleegd op 19 april 2024. |
| RE 1 (RRX)    | Regional-Express (National Express) | Aachen Hbf – Stolberg (Rheinl) Hbf – Eschweiler Hbf – Düren – Köln Hbf – Düsseldorf Hbf – Duisburg Hbf – Essen Hbf – Dortmund Hbf – Hamm (Westf) | NRW-Express |
| RE 2          | Regional-Express (DB Regio NRW)     | Osnabrück Hbf – Münster Hbf – Recklinghausen Hbf – Wanne-Eickel Hbf – Gelsenkirchen Hbf – Essen Hbf – Duisburg Hbf – Düsseldorf Hbf | Rhein-Haard-Express |
| RE 6 (RRX)    | Regional-Express (National Express) | Köln/Bonn Luchthaven – Köln Hbf – Neuss Hbf – Düsseldorf Hbf – Duisburg Hbf – Essen Hbf – Bochum Hbf – Dortmund Hbf – Hamm Hbf – Gütersloh Hbf – Bielefeld Hbf – Minden (Westf) | Rhein-Weser-Express |
| RE 11 (RRX)   | Regional-Express (National Express) | Düsseldorf Hbf – Duisburg Hbf – Essen Hbf – Bochum Hbf – Dortmund Hbf – Hamm (Westf) Hbf – Paderborn Hbf – Warburg (Westf) – Kassel-Wilhelmshöhe | Rhein-Hellweg-Express Rijdt elke twee uur tussen Paderborn en Kassel-Wilhelmshöhe. |
| RE 42         | Regional-Express (DB Regio NRW)     | Mönchengladbach Hbf – Viersen – Krefeld Hbf – Duisburg Hbf – Essen Hbf – Gelsenkirchen Hbf – Wanne-Eickel Hbf – Recklinghausen Hbf – Münster (Westf) Hbf | Niers-Haard-Express |

## Aansluitingen
In de volgende plaatsen is of was er een aansluiting op de volgende spoorlijnen:
Duisburg-Ruhrort
DB 24, spoorlijn tussen Homberg en Moers via een spoorwegveer over de Rijn
DB 2206, spoorlijn tussen Wanne-Eickel - Duisburg-Ruhrort
DB 2274, spoorlijn tussen Oberhausen en Duisburg-Ruhrort
DB 2332, spoorlijn tussen Trompet en Duisburg-Homberg via een spoorwegveer over de Rijn
Duisburg-Ruhort Hafen
DB 3, spoorlijn tussen Ruhrort alter Hafen en Ruhrort neuer Hafen
DB 2206, spoorlijn tussen Wanne-Eickel - Duisburg-Ruhrort
DB 2274, spoorlijn tussen Oberhausen en Duisburg-Ruhrort
DB 2301, spoorlijn tussen Duisburg-Ruhrort Hafen en Duisburg-Meiderich Süd
Duisburg-Meiderich Süd
DB 2274, spoorlijn tussen Oberhausen en Duisburg-Ruhrort
DB 2301, spoorlijn tussen Duisburg-Ruhrort Hafen en Duisburg-Meiderich Süd
DB 2331, spoorlijn tussen Moers Meerbeck en Oberhausen Walzwerk
Alstaden
DB 2303, spoorlijn tussen Duisburg-Ruhrort Hafen en Alstaden
Mülheim (Ruhr)-Styrum
DB 2183, spoorlijn tussen Mülheim-Styrum en Oberhausen
DB 2184, spoorlijn tussen Mülheim-Styrum en Duisburg
DB 2185, spoorlijn tussen Kettwig en Mülheim-Styrum
DB 2187, spoorlijn tussen Mülheim-Styrum W10 en W4
DB 2188, spoorlijn tussen Alstaden en Mülheim-Styrum
DB 2290, spoorlijn tussen Mülheim-Styrum en Duisburg
DB 2291, spoorlijn tussen Mülheim-Styrum en Bochum
Mülheim (Ruhr) West
DB 85, spoorlijn tussen aansluiting Ruhrbrücke en Mülheim BM
Mülheim (Ruhr) Hauptbahnhof
DB 2291, spoorlijn tussen Mülheim-Styrum en Bochum
DB 2505, spoorlijn tussen Krefeld en Bochum
Mülheim (Ruhr)-HeißenDB 2180, spoorlijn tussen Mülheim-Heißen en Altendorf
DB 2181, spoorlijn tussen Mülheim-Heißen en Essen West
DB 2182, spoorlijn tussen Mülheim-Heißen en aansluiting Schönebeck
DB 2505, spoorlijn tussen Krefeld en Bochum
Essen West
DB 2181, spoorlijn tussen Mülheim-Heißen en Essen West
DB 2186, spoorlijn tussen aansluiting Borbeck Süd en Essen West
DB 2280, spoorlijn tussen aansluiting Walzwerk en Essen West
DB 2291, spoorlijn tussen Mülheim-Styrum en Bochum
Essen HauptbahnhofDB 2160, spoorlijn tussen Essen en Bochum
DB 2161, spoorlijn tussen Essen-Werden en Essen Hauptbahnhof
DB 2163, spoorlijn tussen Essen Hauptbahnhof en Essen-Kray Nord
DB 2164, spoorlijn tussen Essen Hauptbahnhof en aansluiting Essen-Kray Süd
DB 2169, spoorlijn tussen Essen Hauptbahnhof en Essen-Steele
DB 2172, spoorlijn tussen Essen en Gelsenkirchen Zoo
DB 2175, spoorlijn tussen Essen Hbf W10 en W184
DB 2291, spoorlijn tussen Mülheim-Styrum en Bochum

## Elektrificatie
Het traject tussen Mülheim-Styrum en Essen werd in 1957 geëlektrificeerd met een wisselspanning van 15.000 volt 16⅔ Hz.